# Xyleus aimara
Xyleus aimara är en insektsart som beskrevs av Frédéric Carbonell 2004. Xyleus aimara ingår i släktet Xyleus och familjen Romaleidae. Inga underarter finns listade i Catalogue of Life.